# Penészbogárfélék
A penészbogárfélék (Cryptophagidae) a rovarok (Insecta) osztályában a bogarak (Coleoptera) rendjébe, azon belül a mindenevő bogarak (Polyphaga) alrendjébe tartozó család.

## Elterjedésük
A penészbogárfélék világszerte elterjedtek.

## Megjelenésük, felépítésük
A penészbogárfélék mérete 0,8 mm (Ephistemus fajok) és 5 mm közt változik (Antherophagus fajok). Színük nem feltűnő, többnyire barna, barnásvörös vagy fekete. Alakjuk többnyire hosszúkás vagy hengeres (ritkán gömbölyded). Csápjaik erőteljesek, a végükön többnyire három, néha két ízből álló bunkóval. A nyakpajzs oldalpereme gyakran fogazott. A lábak általában 5 ízből állnak mindkét nem esetében, de némelyik faj hímjére az 5-5-4 íz a jellemző.

## Életmódjuk, élőhelyük
A penészbogárfélék szerves hulladékban fordulnak elő, pl. fák üregében vagy gerincesek és rovarok építményeiben, fészkében. Táplálékuk: penészgombafélék, ürülék és zsenge növények.

## Fordítás
- Ez a szócikk részben vagy egészben  a   Cryptophagidae című norvég Wikipédia-szócikk fordításán alapul.  Az eredeti cikk szerkesztőit annak laptörténete sorolja fel. Ez a jelzés csupán a megfogalmazás eredetét és a szerzői jogokat jelzi, nem szolgál a cikkben szereplő információk forrásmegjelöléseként.